# Complesso fortificato di Mattarello
Il complesso fortificato di Mattarello è un insieme di tre fortificazioni austro-ungariche facenti parte della Fortezza di Trento (Festung Trient) e si trovano in località Mattarello, una frazione del comune di Trento. Esso appartiene al grande sistema di fortificazioni austriache al confine italiano e in particolare al complesso sistema di fortificazioni del fronte meridionale della Fortezza di Trento nel settore di difesa I. Insieme al forte Romagnano fungeva da sbarramento della Valle dell'Adige da sud.

## Ubicazione
Il complesso fortificato si trova su un dosso alle pendici della Vigolana, sul versante sinistro della Valle dell'Adige, poco fuori del centro abitato di Mattarello. Una strada in parte asfaltata e in parte sterrata conduce alle tre opere fortificate del complesso:
- la batteria bassa (Untere Batterie o forte basso);
- la batteria alta (Obere Batterie o forte di mezzo) situata sul Dòss Rocol a 350m di quota;
- il forte di Mattarello (Haupt Werk o forte alto) a 405m di quota.

A questi si aggiunge la batteria corazzata Zampetta, che fu realizzata allo scoppio della Prima Guerra Mondiale per trasferirvi alcuni dei pezzi di artiglieria del forte, la batteria in caverna a sud del complesso fortificato, dove vennero trasferiti i pezzi di artiglieria della batteria bassa, e la batteria Roncolo dove trovarono posto i pezzi della batteria alta. A queste si aggiungono numerosi rifugi e magazzini scavati in caverna che in seguito funsero anche da rifugi anti-aerei durante la seconda guerra mondiale.
I resti della batteria bassa si trovato su un terreno di proprietà privata e non sono visitabili in quanto adibiti a stalla. La batteria alta e il forte di Mattarello, anche se in stato di semi abbandono, sono in buone condizioni e accessibili.

## Storia

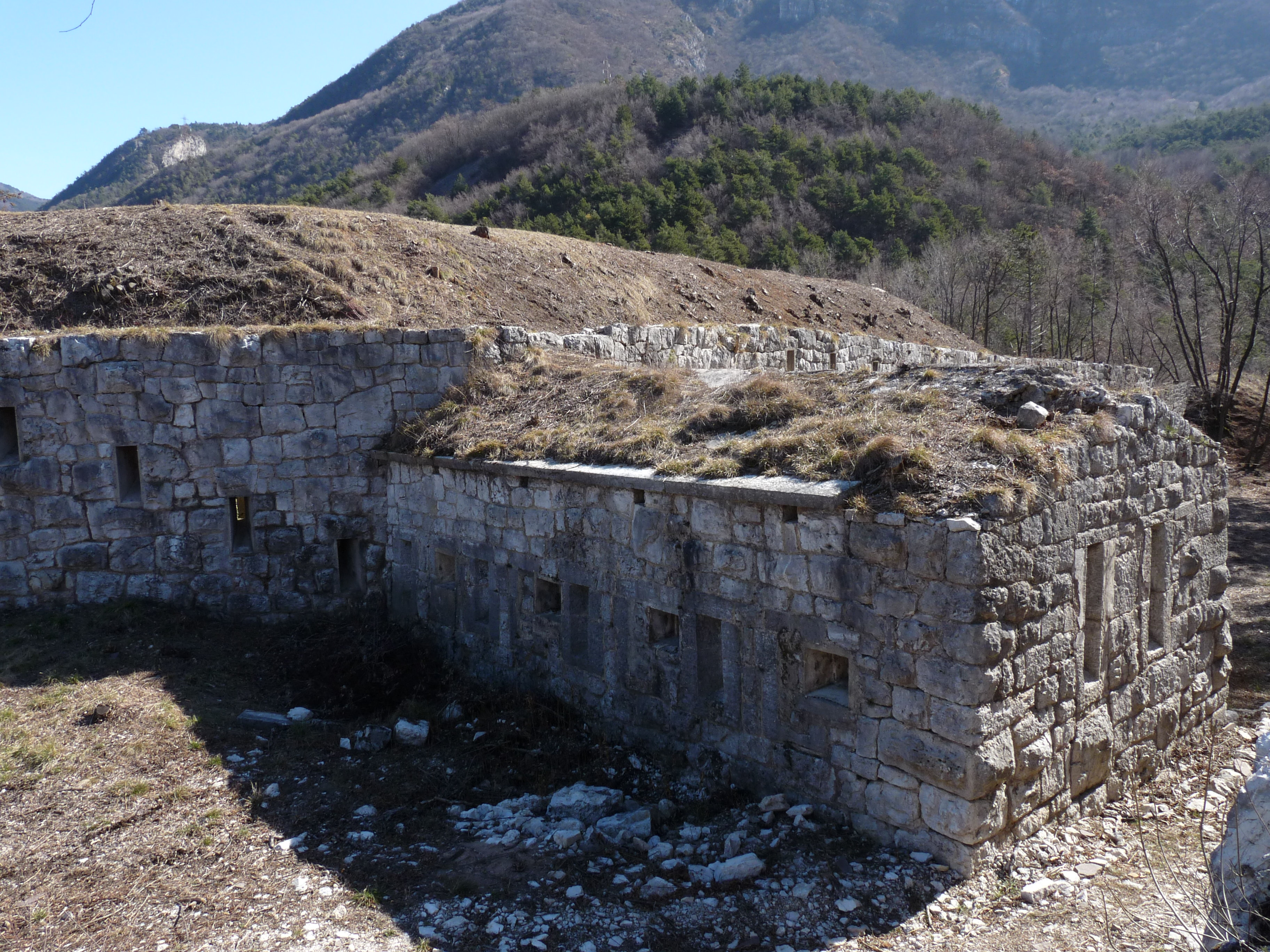
Vista del fossato della Obere Batterie

La zona di Mattarello ha da sempre rappresentato un elemento importante nella difesa di Trento e nel controllo degli accessi alla città. L'area permette di controllare i movimenti lungo le direttrici nord-sud (attraverso la Valle dell'Adige) e est-ovest (attraverso la Valsorda). Infatti, già in epoca medievale, a Mattarello erano presenti delle fortificazioni adibite a questo scopo. Di conseguenza, per il genio militare austro-ungarico l'area risultava particolarmente idonea a realizzare un complesso difensivo da integrare nella Fortezza di Trento.
Le tre opere difensive del complesso furono progettate e realizzate dalla Direzione del Genio Militare di Trento sotto l'Impero austro-ungarico nella seconda metà del 1800. Lo era scopo di difendere gli accessi a Trento da sud (valle dell'Adige) e da est (Valsorda–Passo della Fricca-Valsugana). Questi accessi, come tutto il Trentino, si erano infatti dimostrati estremamente vulnerabili durante la Terza guerra d'indipendenza italiana del 1866

Le fortificazioni di Mattarello facevano parte di un più ampio sistema difensivo che controllava tutti gli accessi alla città di Trento. In particolare faceva capo al settore di difesa I. Questo settore comprendeva anche la batteria Doss Fornas e la batteria Brusafer che presidiavano la Valsorda. Sul versante opposto della Valle dell'Adige, il forte di Romagnano completava lo sbarramento meridionale della fortezza di Trento presidiando l'accesso alla città lungo la direttrice di Aldeno.

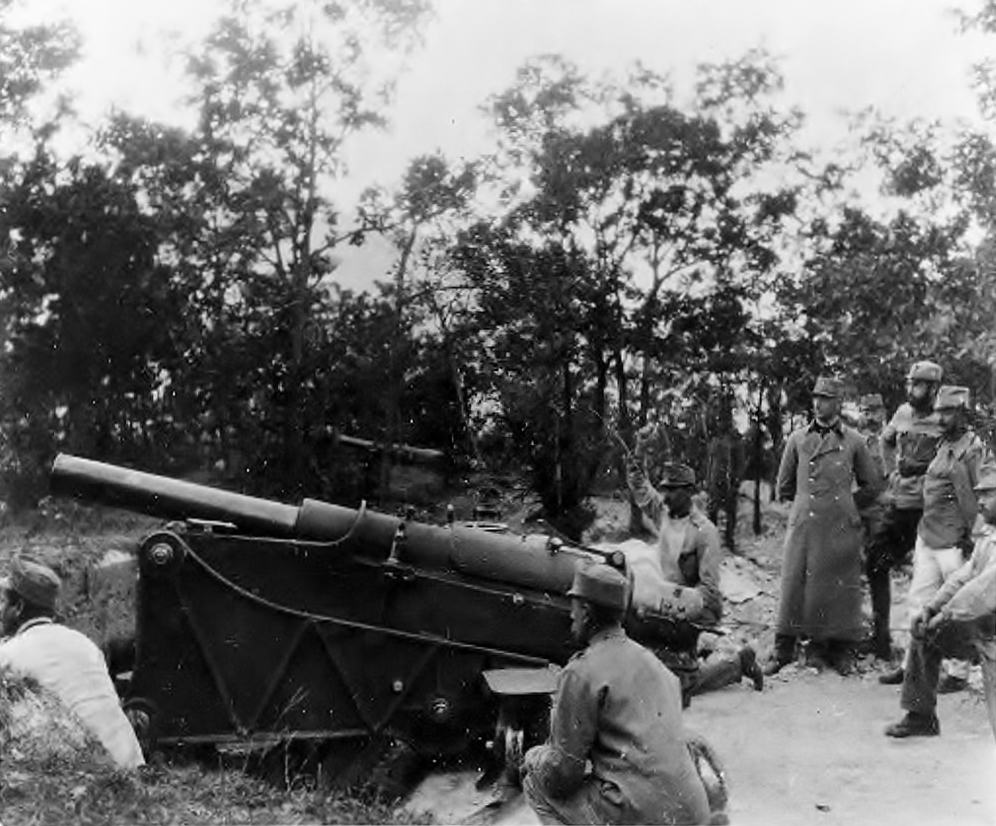
Uno dei quattro cannoni da 12 cm (tipo M96 MSK) del forte superiore collocati nella batteria Pianizza dopo il disarmo dello stesso.

Come per gli altri forti di fine XIX secolo, il complesso fortificato era già obsoleto allo scoppio della Prima guerra mondiale. Il forte in particolare rappresentava un facile bersaglio per le artiglierie nemiche in quanto non interrato e visibile da molto lontano. Inoltre, la tecnica costruttiva in conci di pietra e calcestruzzo non garantiva un'adeguata resistenza ai moderni calibri di artiglieria di assedio. Anche i pezzi di artiglieria nelle casematte erano troppo vicini gli uni agli altri con il rischio di perderli tutti contemporaneamente con un solo colpo preciso da parte del nemico. Questo fece sì che, da un punto di vista militare, nel 1915 risultassero completamente inutili.
L'unico valore di questo complesso era il suo armamento dotato di calibri con una gittata fino a 8 km. Per questo nel 1915 il direttore del Genio Militare di Trento, Tenente Maresciallo Franz Edler von Steinhart, decretò la ricostruzione delle strutture difensive in questa zona. Tutte le strutture preesistenti vennero disarmate e i loro pezzi destinati ad altre fortificazioni campali. Una volta disarmate, le vecchie costruzioni funsero da falsi bersagli, depositi e/o alloggi per la truppa. In particolare, i pezzi del forte principali furono trasportati su una piccola cima tondeggiante a sud-est del forte detta batteria Zampetta o anche caposaldo Martini, dall'omonimo gruppo di fanteria. I pezzi delle batterie alta e bassa furono invece trasferiti in un fortificazioni in caverna scavate nei pendii a sud del complesso e in altre postazioni campali nelle vicinanze.
Al termine della prima guerra mondiale, come altre opere della Fortezza di Trento, il complesso fortificato fu acquisito dal Regio Esercito ed utilizzato come deposito di munizioni. Nel 1928 un'esplosione distrusse la batteria inferiore e provocò la morte di un soldato. Il forte principale espletò la sua funzione di polveriera fino agli anni '80 e testimone di questa destinazione d'uso sono le due altane di guardia in cemento armato ancora in piedi. Oggi, il forte e la batteria alta rientrano in un progetto di riqualificazione dell'area nel tentativo di integrarli in un parco pubblico che dovrebbe sorgere in questa zona.

## Descrizione

### Batteria bassa
La prima fortificazione, denominata forte bas o batteria inferiore di Mattarello (Untere Batterie Mattarello in lingua tedesca), si trova a circa 300 metri di quota e venne edificata tra il 1879 e il 1880 per coprire la linea di difesa di Mattarello ed era equipaggiata con 4 cannoni 9 cm (M75/96 F.K.) a tiro rapido per la difesa ravvicinata. Essa era composta da due piani, di cui uno interrato, ed era circondata da un fossato.
La guarnigione ordinaria era composta da 3 ufficiali e 79 soldati. Ai giorni nostri restano solo dei ruderi in mezzo al bosco e sono adibiti a deposito e stalla in un terreno di proprietà privata.

### Batteria alta

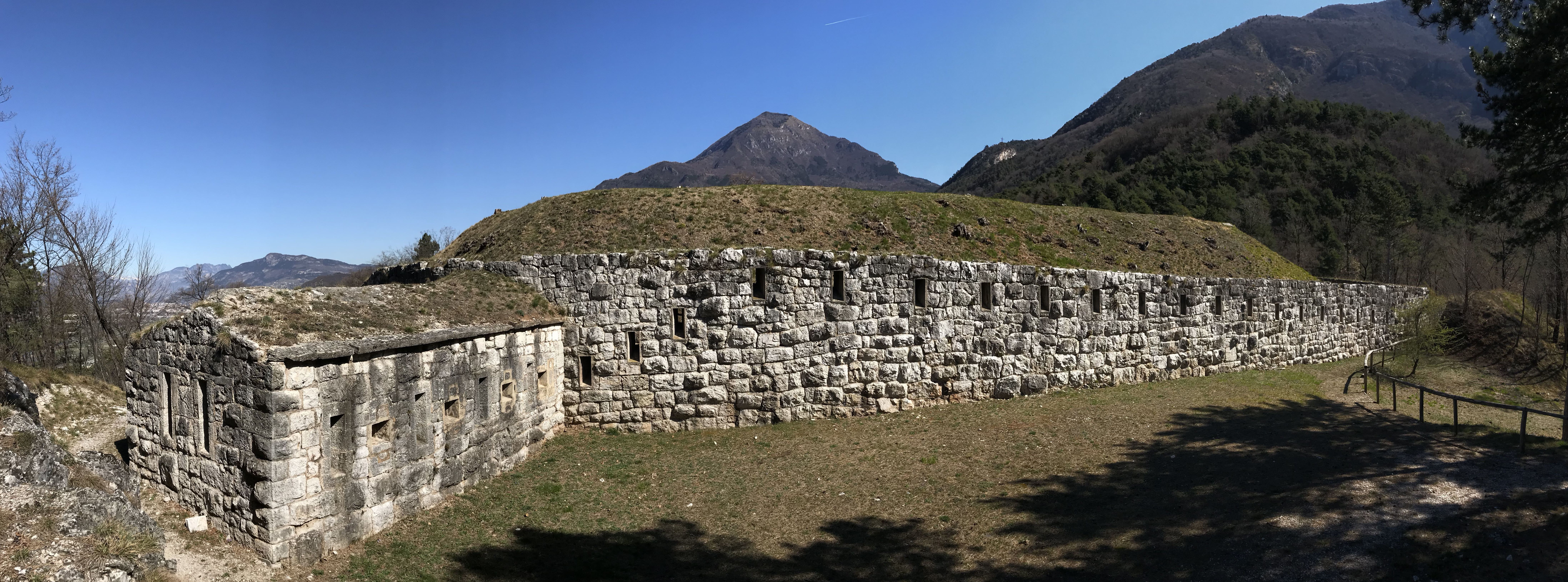
Vista del fossato della batteria superiore con la caponiera a difesa.

La seconda fortificazione, detta forte de mez o batteria superiore di Mattarello (Obere Batterie Mattarello in tedesco) si trova in località Doss Ròcol ed è stata edificata tra il 1879 e il 1880 a 350 metri di quota. È disposta su un solo piano, è composta da due corpi principali semi interrati ed è circondata da un muro di cinta in pietra con feritoie per fucilieri per la difesa ravvicinata.
Essa aveva lo stesso compito della batteria inferiore ed era collegata telefonicamente al soprastante forte principale. L'armamento era composto da quattro cannoni da 9 cm M75/96 F.K., cannoni di tipo campale posti in mezza batteria con due cannoni ciascuna) e sette cannoni da 15 cm (tipo M61 K.); la guarnigione ordinaria comprendeva 5 ufficiali e 156 soldati.
Il forte de mez è accessibile e si trova tutt'oggi in buone condizioni, infatti nel 2009 l'intera zona è stata oggetto di un intervento di riqualificazione da parte dell'agenzia forestale per trasformare l'area in un nuovo parco per il centro abitato di Mattarello.

### Forte di Mattarello

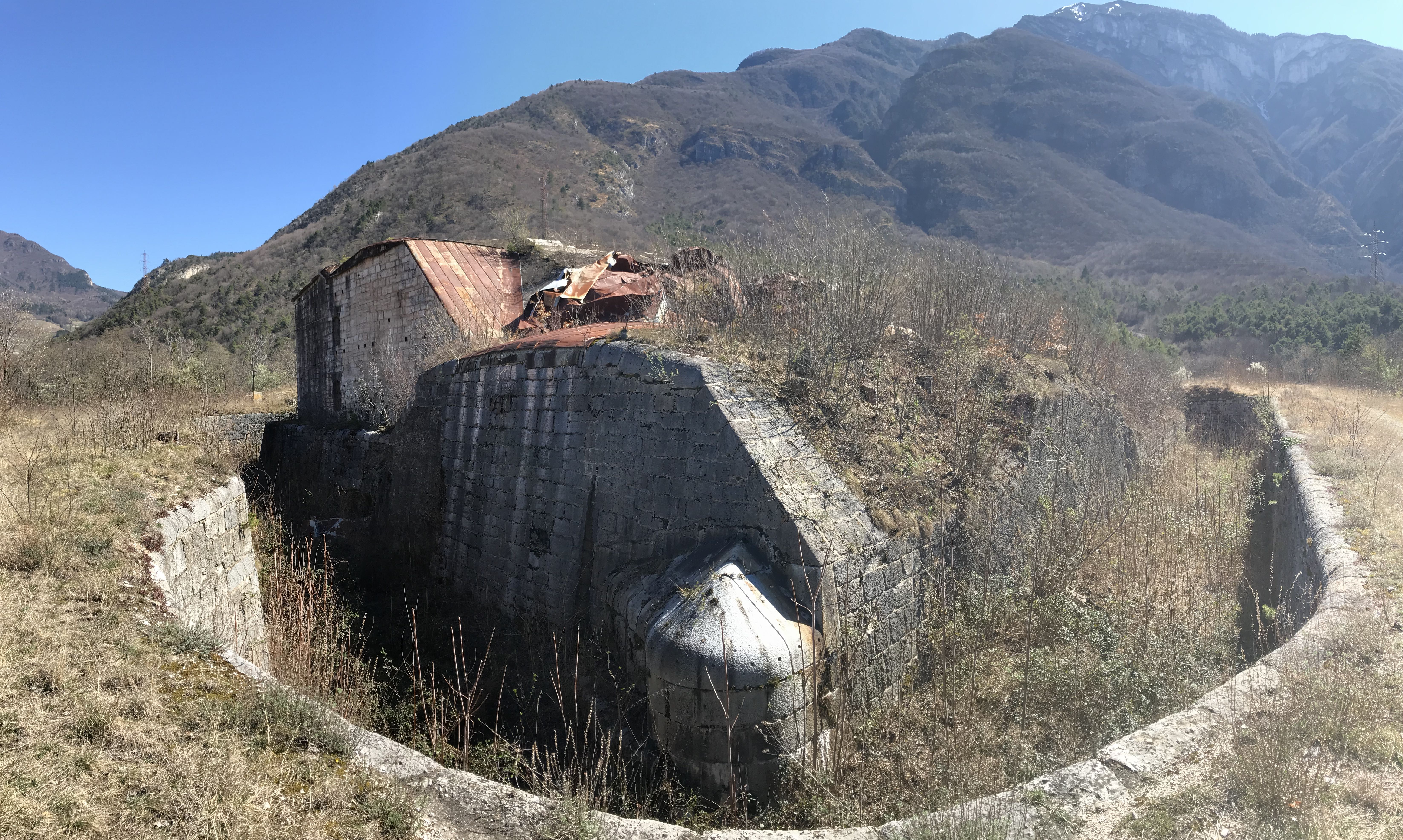
Vista frontale del Forte Mattarello

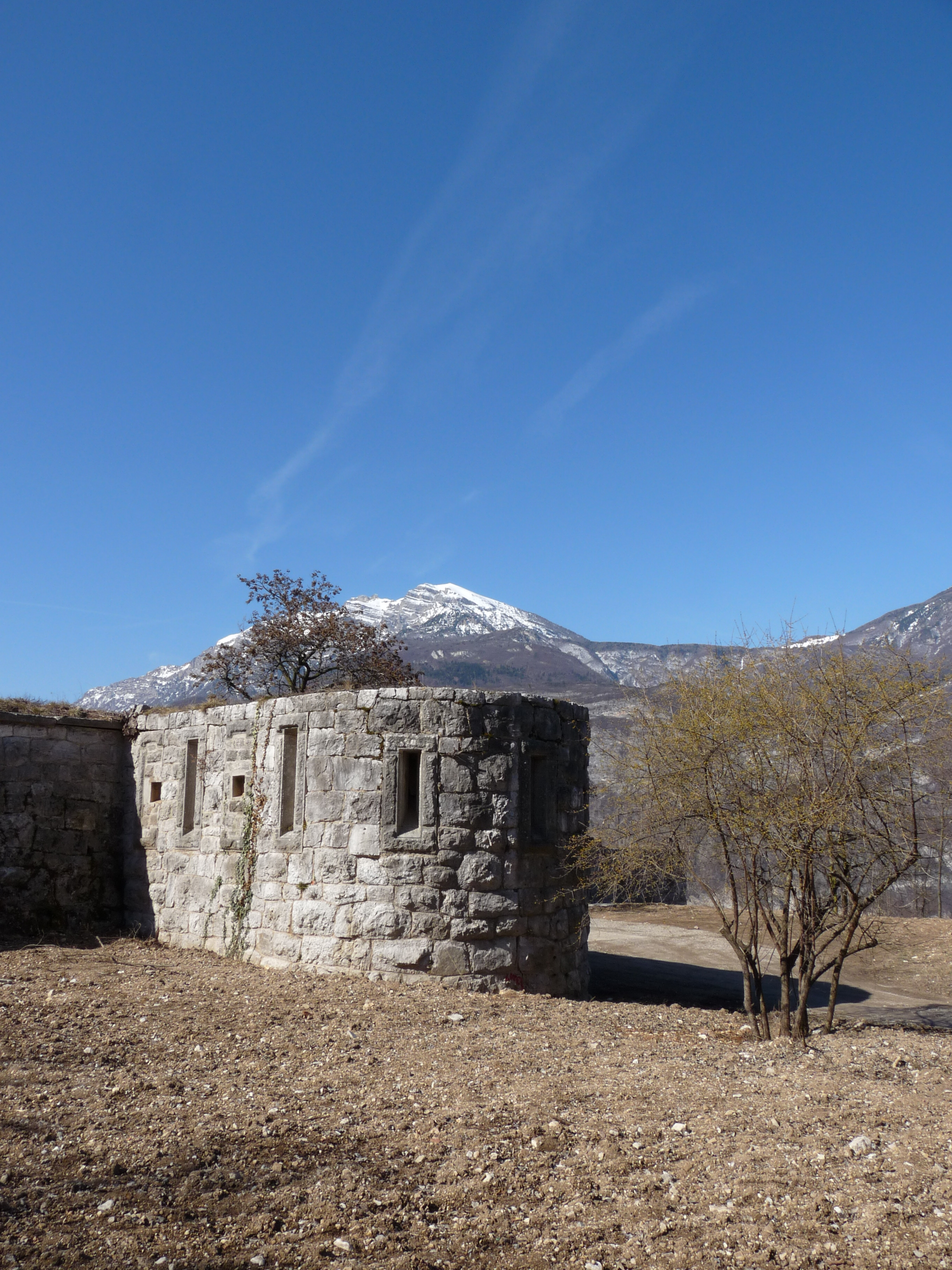
Dettaglio della Obere Batterie, o batteria superiore

Infine vi è il forte di Mattarello vero e proprio, detto forte alto. Decisamente più imponente delle altre opere del complesso, fu costruito tra il 1897 e il 1900 in località Zampetta. Il suo armamento gli consentiva di proteggere sia le direttrici da sud, ovvero dalla valle dell'Adige, che da est, ovvero dalla Valsorda, Passo della Fricca e Valsugana. Quest'opera costituiva la fortificazione principale di Mattarello ed era formata da tre piani, uno dei quali sotto terra, circondata da un fossato ed un muro in pietra. La recinzione metallica che lo circonda oggi è un ricordo dei tempi in cui era stato adibito a deposito munizioni dall'esercito italiano.
L'armamento all'inizio del 1914 era composto da:
- 4 cannoni da 12 cm (tipo M96 K.);
- 2 obici da 15 cm (tipo M99) con una gittata di 6400m realizzati montando una canna da obice sull'affusto dei mortai da 15 cm (tipo M80) con una gittata di 3200 m;
- 2 obici da 8 cm (tipo M94p), per la difesa ravvicinata e a tiro rapido.

I due obici da 15 cm e i due cannoni da 8 cm erano posti in cupole corazzate girevoli. La guarnigione ordinaria comprendeva 7 ufficiali e 177 soldati.
Subì il disarmo dei pezzi principali nell'estate del 1915, nell'ambito della ristrutturazione completa della Fortezza di Trento. In particolare i due obici da 15 cm tipo M99 con le loro cupole corazzate furono dislocati in caverna, nella batteria sotterranea in località Zampetta; anche le due cupole corazzate che ospitavano gli obici da 8 cm furono spostate, ma in località non ben documentate nei documenti storici. Le cupole furono sostituite da finte cupole in cemento come falso bersaglio. I 4 pezzi da 12 cm furono invece tutti spostati presso la batteria Pianizza situata in prossimità della batteria Brusafer. Il forte ora si trova in uno stato di abbandono e le intemperie hanno divelto la copertura metallica del tetto in cemento. Nonostante ciò, è accessibile e ancora in ottime condizioni.

### Batteria Zampetta
Questa batteria, costruita secondo criteri moderni e conosciuta anche come Forte corazzato Zampetta, soddisfaceva standard di protezione più adeguati alle moderne artiglierie di assedio e fu realizzata in caverna su un'altura a 400m a sud-est del forte per ospitare i due obici 15 cm tipo M99 con le relative cupole corazzate. Le due cupole vennero collocate su due pozzi d'artiglieria in cemento, profondi 10 m e a 30 m di distanza l'uno dall'altro, e scavati nella roccia. Un anello aggiuntivo di calcestruzzo alla base delle cupole, dallo spessore di un paio di metri, garantiva una protezione aggiuntiva. I due pozzi erano collegati da una galleria principale e delle scale davano accesso alle cupole. A metà della galleria era stato scavato il deposito di munizioni. Gli accessi alla galleria principale erano costituiti da tre corridoi paralleli disposti trasversalmente ad essa. In questo modo, gli unici elementi esterni della batteria erano le due cupole che rappresentavano un bersaglio piccolo e difficile da individuare. Inoltre, il lato esposto al nemico aveva uno spessore di pietra di 60 m.

### Batteria in caverna
Questa batteria fu scavata nello scosceso pendio a sud della batteria bassa ed era armata con due cannoni da 9 cm M75 prelevati dalle altre fortificazioni. Al di sotto delle cannoniere correvano le trincee delle linee di difesa avanzate della Fortezza di Trento.

### Batteria Roncolo
Ancora più in basso rispetto alla batteria in caverna fu costruita la batteria Roncolo, equipaggiata con quattro cannoni da 9cm M75 prelevati dalle altre fortificazioni. Le postazioni erano collegate da trincee in calcestruzzo e ogni postazione aveva una caverna che fungeva da rifugio per gli artiglieri e deposito. La funzione principale di questa postazione sarebbe stata la difesa ravvicinata in caso di un attacco frontale. Dopo lo scioglimento della Fortezza di Trento, nel 1916, questa batteria fu equipaggiata con pezzi anti-aerei.

## Armamento
- 8 cannoni 9 cm M75/96 (4 nella batteria bassa e 4 nella batteria alta);
- 7 cannoni 15 cm M61 K. nella batteria alta;
- 4 cannoni 12 cm M80 nella batteria alta;
- 2 obici 15 cm M80 in cupola corazzata nel forte;
- 2 cannoni 8 cm M94p in cupola corazzata nel forte.

## Galleria d'immagini

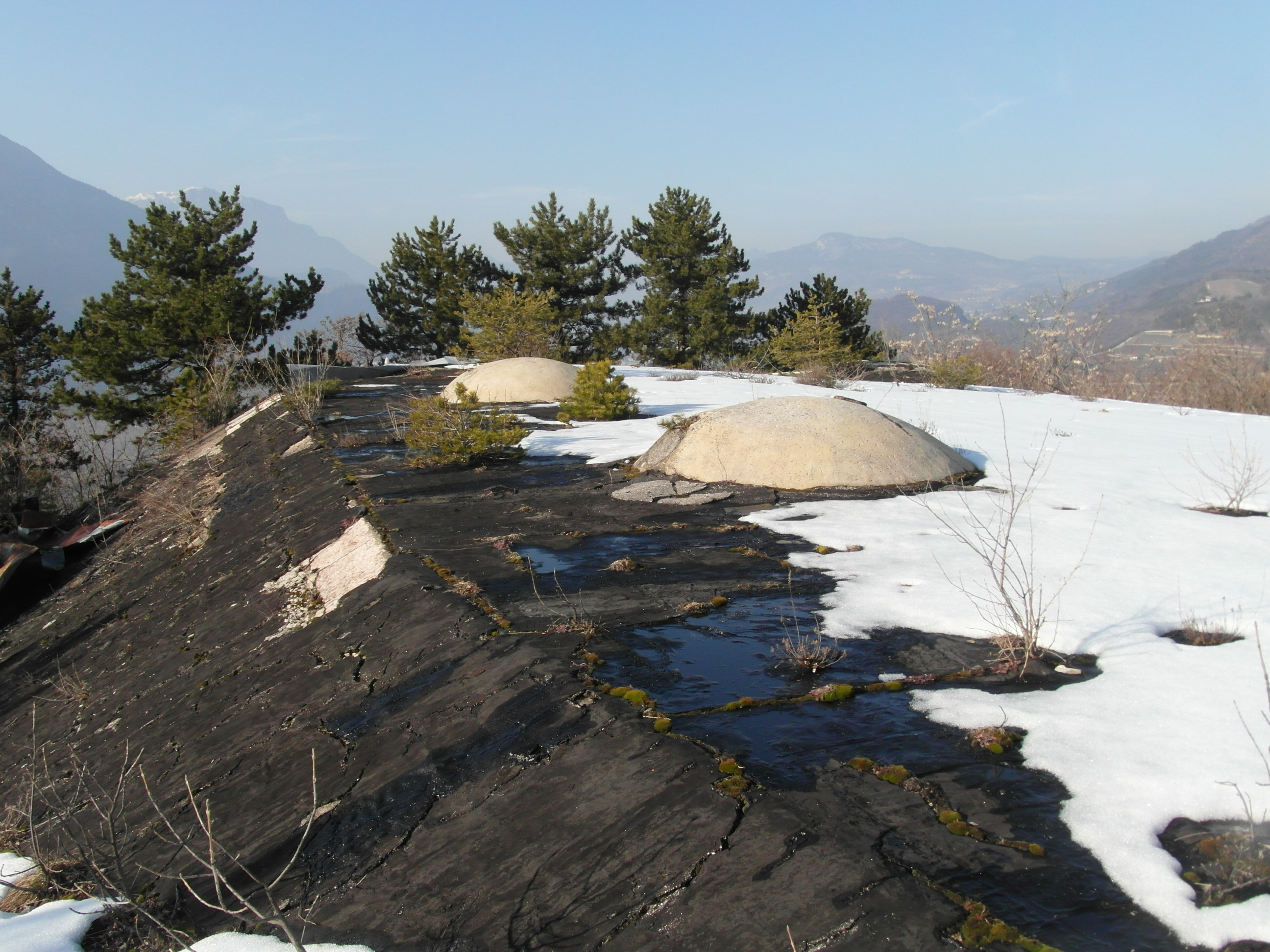
False cupole in cemento del Forte Mattarello
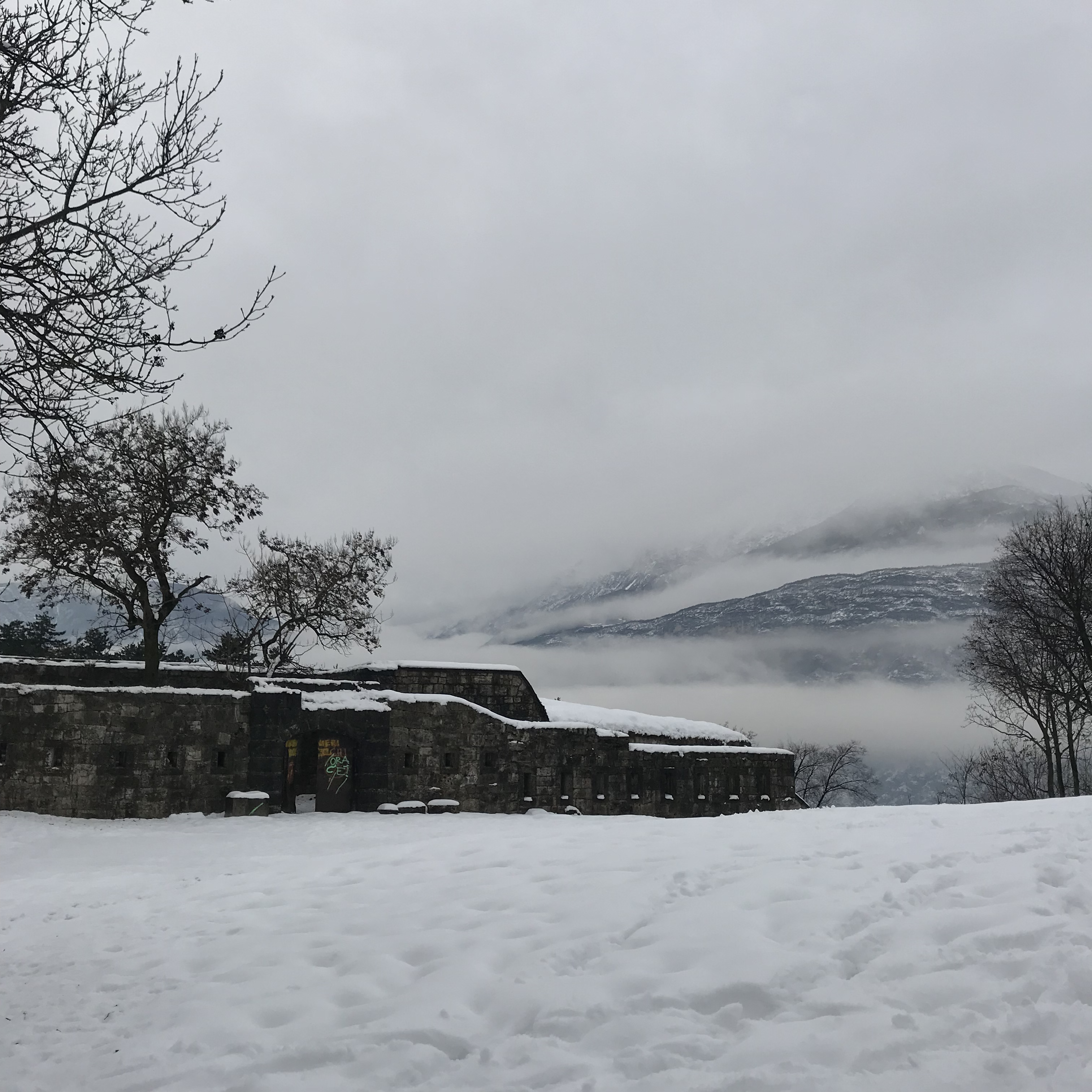
Veduta invernale dell'ingresso della Batteria Superiore.
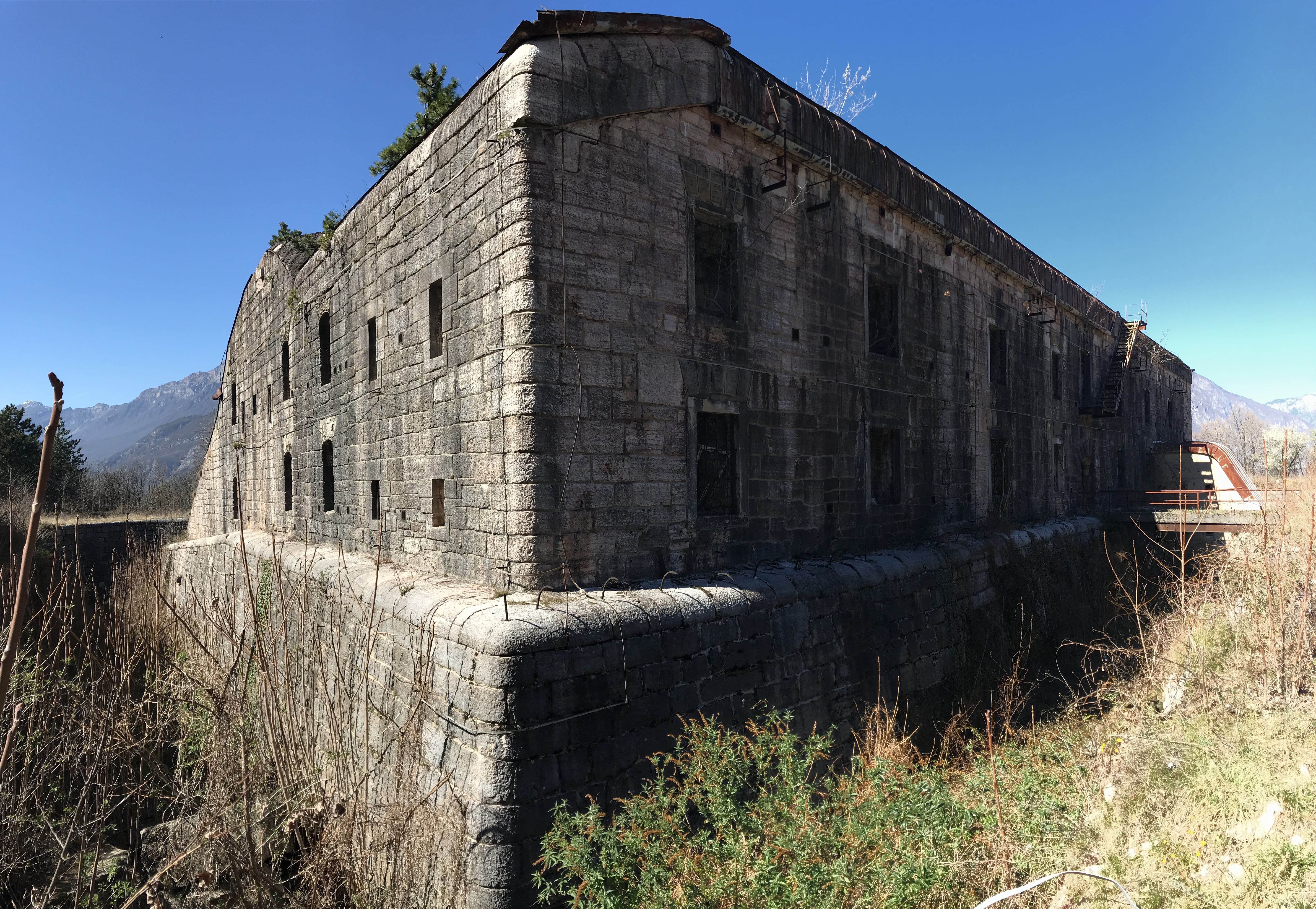
Veduta della facciata del Forte Mattarello con fossato.
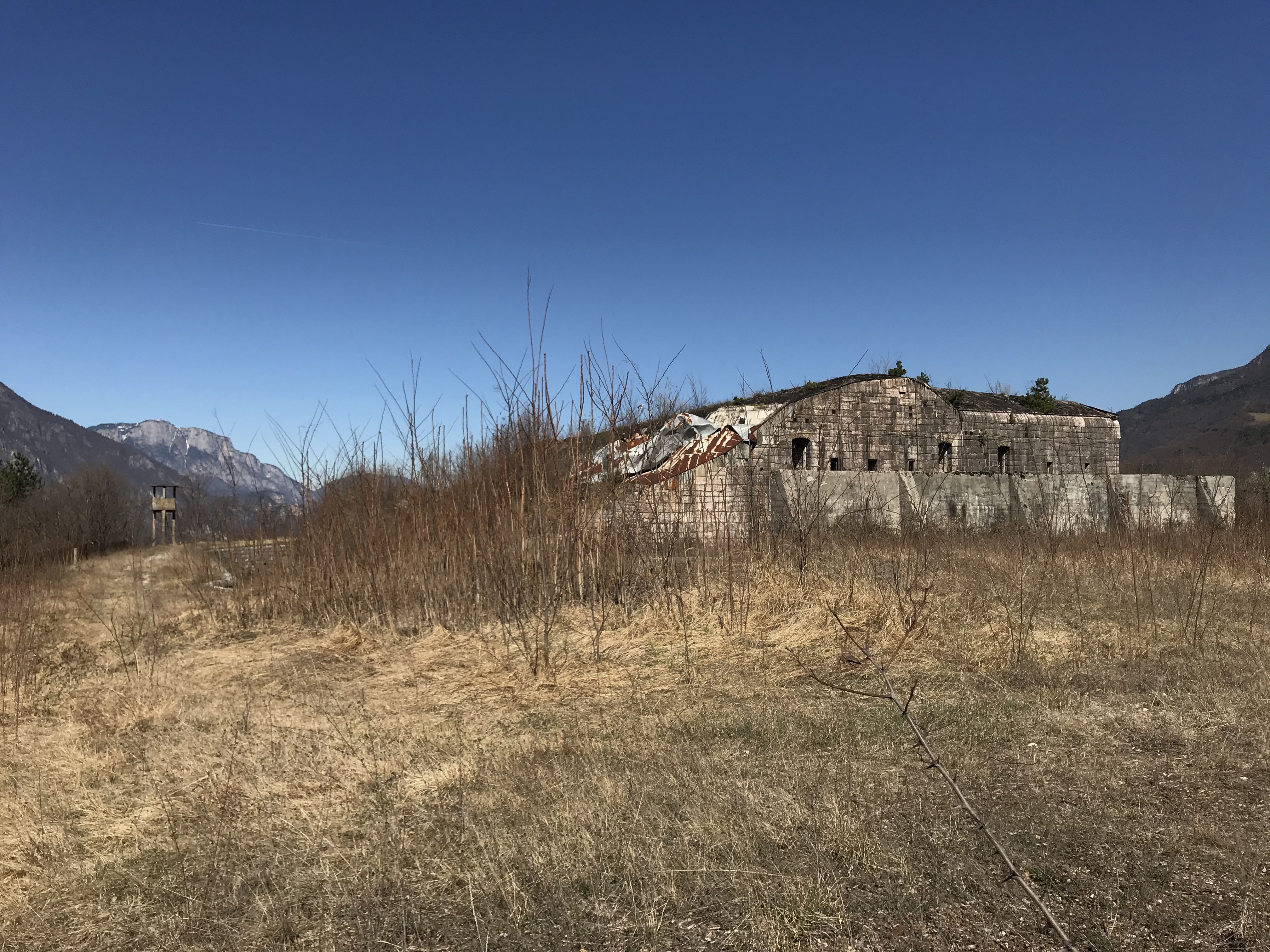
Come si presenta oggi l'area antistante al forte.
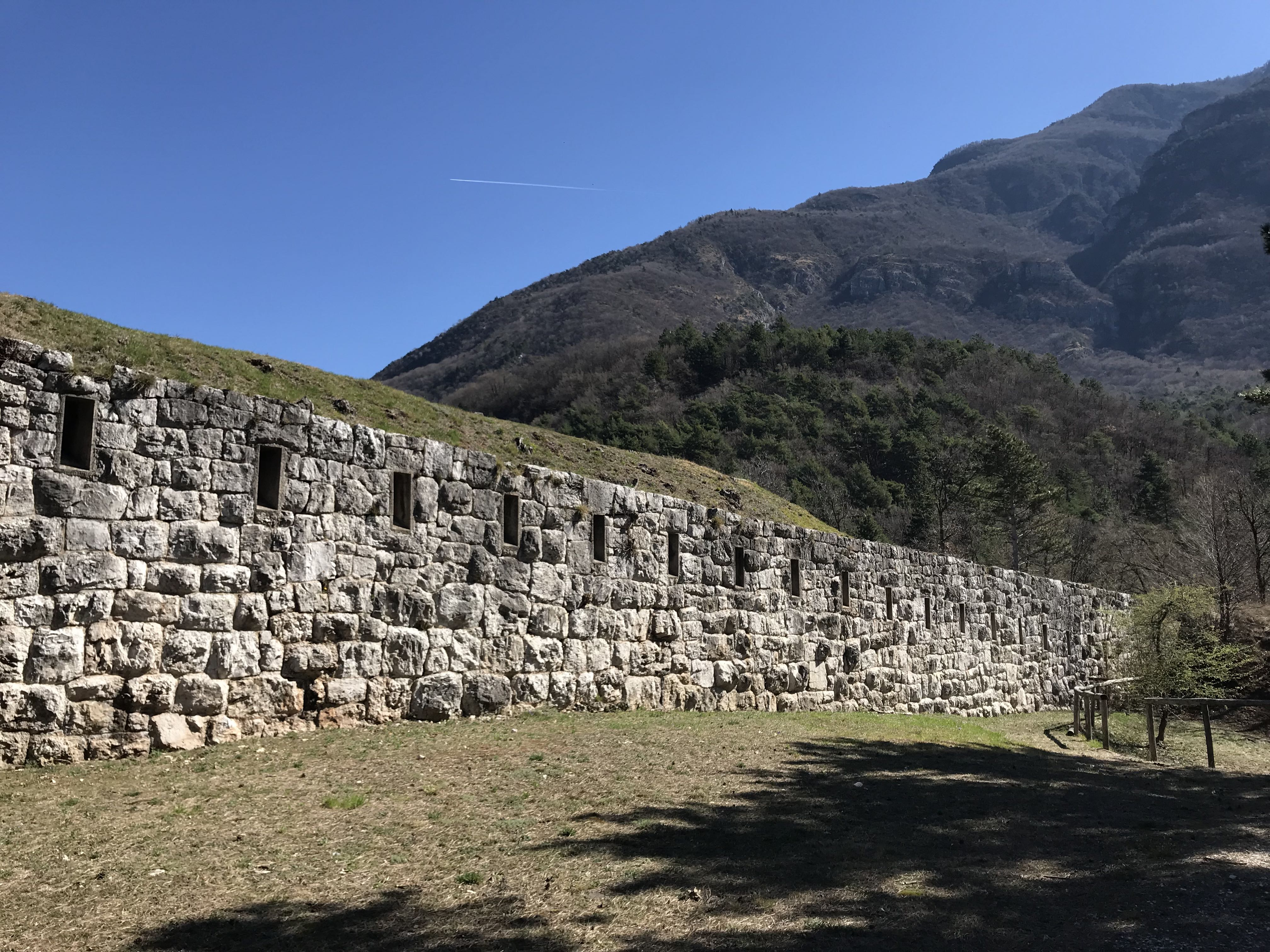
Vista del muro di cinta meridionale della batteria superiore.
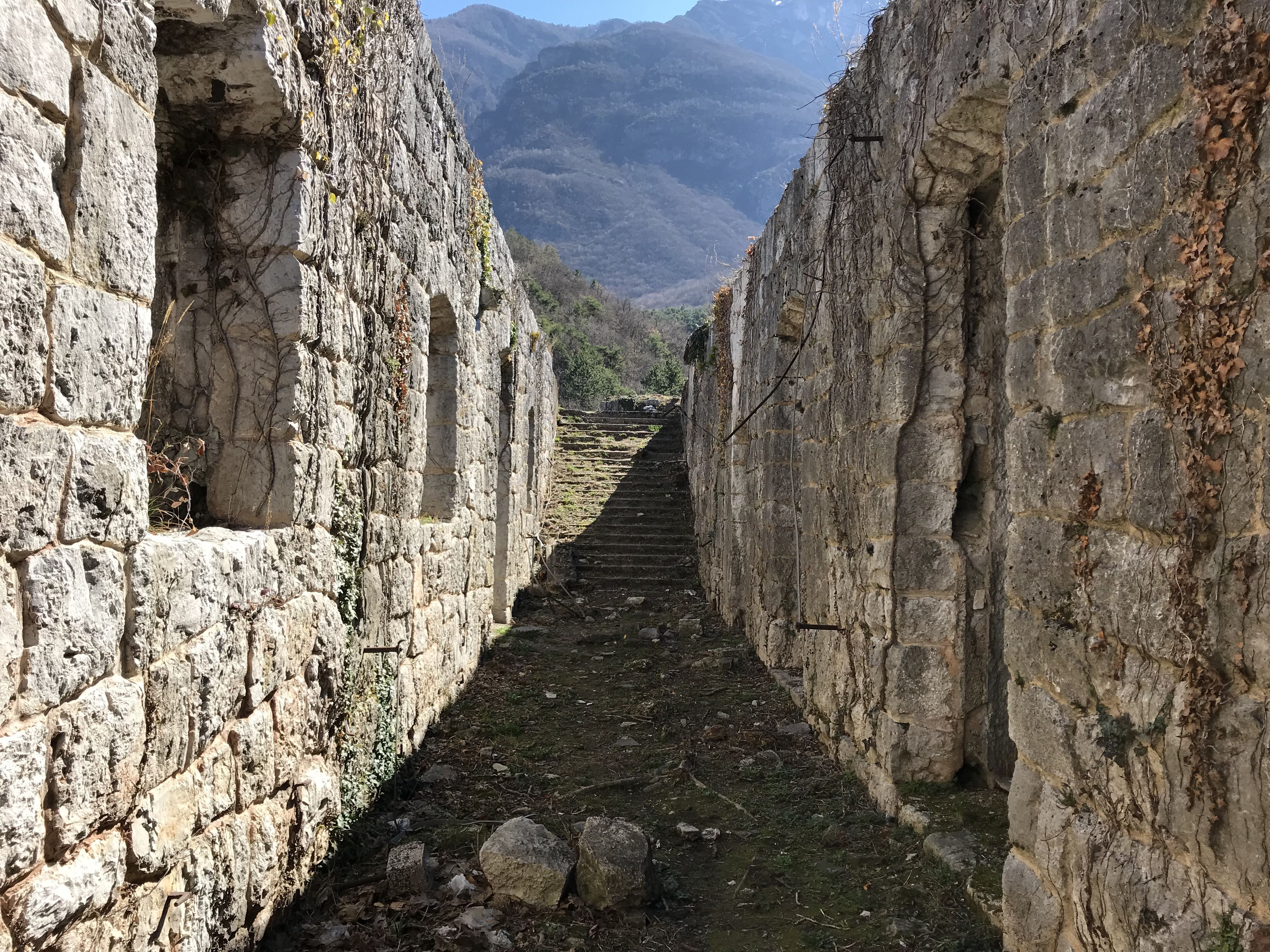
Vista dell'interno della batteria superiore.
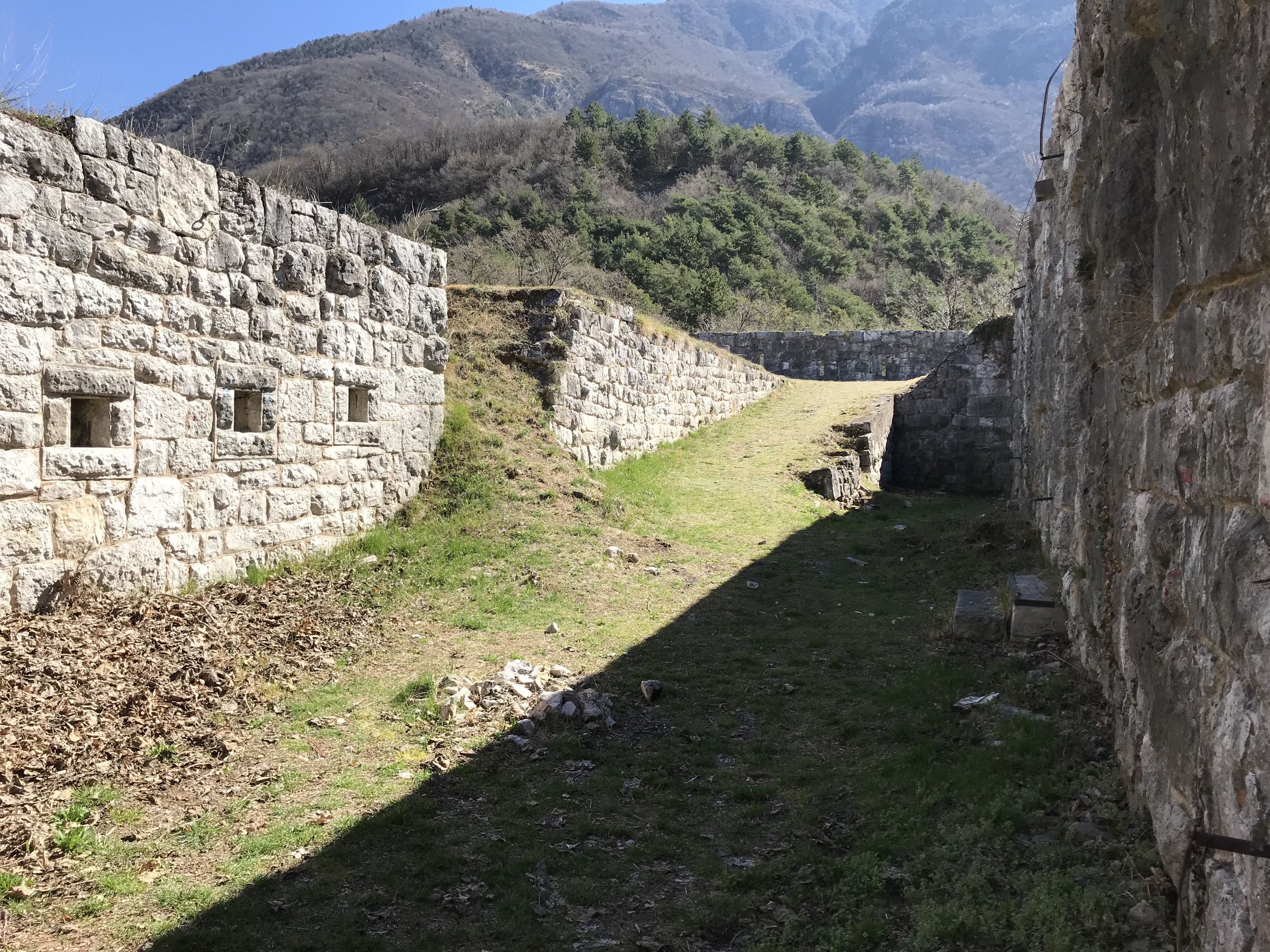
Altra vista dell'interno della batteria superiore.
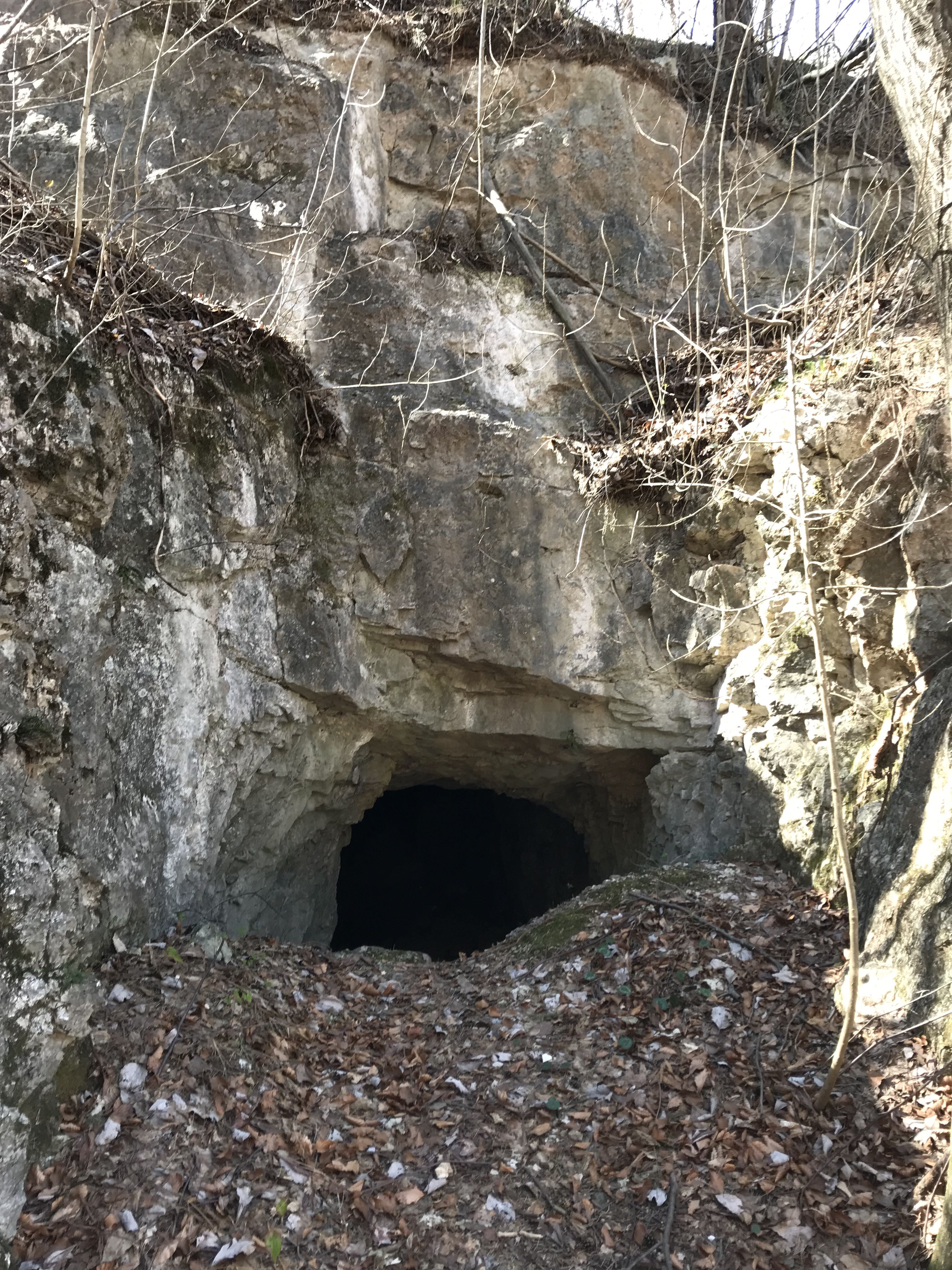
Vista di uno degli accessi alla caverna del Forte corazzato Zampetta.
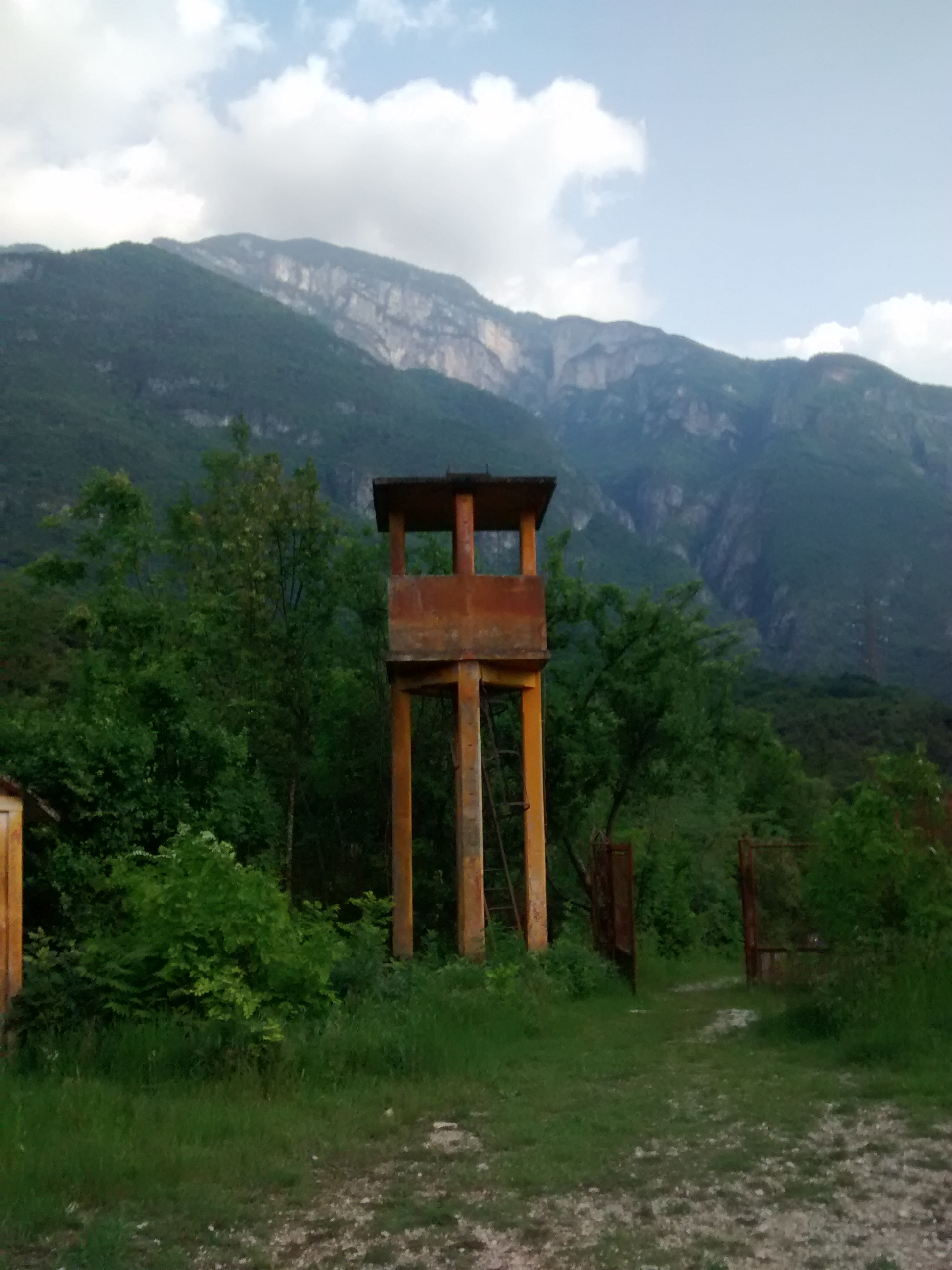
Una delle altane di guardia del forte risalenti al periodo in cui era proprietà dell'esercito italiano.